# Серфінг на літніх Олімпійських іграх 2024 — чоловіки
Змагання з серфінгу серед чоловіків на літніх Олімпійських іграх 2024 у Парижі тривають з 27 липня до 5 серпня поблизу узбережжя Теахупоо на Таїті (Французька Полінезія), що лежить за понад 15 тис кілометрів від Парижа.

## Формат змагань
Змагання складаються з шести раундів:
- Раунд 1: 8 запливів по 3 серфінгісти в кожному; переможець кожного з запливів (8 загалом) виходить до раунду 3, а інші двоє (16 загалом) потрапляють до раунду 2 (втішного).

Всі наступні раунди, починаючи з другого, проходять на вибування і в них беруть участь по двоє учасників, один з яких проходить далі, а другий вибуває.
- Раунд 2: поєдинки один на один, 8 запливів по 2 серфінгісти в кожному; переможці (8 загалом) проходять до раунду 3, а невдахи вибувають.
- Раунд 3: 8 запливів по 2 серфінгісти в кожному; переможці (8 загалом) проходять до раунду 3, а невдахи вибувають.
- Чвертьфінали: 4 запливи по 2 серфінгісти в кожному, переможці проходять далі, а невдахи вибувають
- півфінали: 2 запливи по 2 серфінгісти в кожному; переможці виходять у фінал, а невдахи змагаються в поєдинку за бронзову медаль
- Фінал і поєдинок за бронзову медаль

В день змагань технічний директор визначає тривалість кожного запливу (від 25 до 40 хвилин) і кількість хвиль, які кожен серфінгіст може проїхати (щонайбільше 25). Оцінка за кожну хвилю становить від 0,1 до 10, а в залік йдуть кращі дві оцінки. Оцінки ставлять на підставі складности виконаних маневрів, новизни, розмаїстости, комбінаціям, швидкости, потужности і плавности кожного маневру.

## Розклад
| З | Попередні запливи | ЧФ | Чвертьфінали | ПФ | Півфінали | Ф | Фінали |

| Дата     | 27 лип | 28 лип | 29 лип | 30 лип | 30 лип | 30 лип |
| -------- | ------ | ------ | ------ | ------ | ------ | ------ |
| Чоловіки | R1     | R2     | R3     | ЧФ     | ПФ     | Ф      |
| жінки    | R1     | R2     | R3     | ЧФ     | ПФ     | Ф      |

Змагання тривають 4 дні, від 27 до 30 липня, але їх можуть за потреби продовжити аж до 5 серпня.
Вказано місцевий час (UTC−10)
| Раунд                                                | Дата                     | Час                    |
| ---------------------------------------------------- | ------------------------ | ---------------------- |
| Раунд 1                                              | Субота, 27 липня 2024    | 7:00                   |
| Раунд 2                                              | Неділя, 28 липня 2024    | 11:48                  |
| Раунд 3 (1/8 фіналу)                                 | Понеділок, 29 липня 2024 | 7:00                   |
| Чвертьфінали Півфінали Матч за бронзову медаль Фінал | Вівторок, 30 липня 2024  | 7:00 11:48 14:12 15:34 |

## Передзмагальний посів
Передзмагальний посів серфінгістів ґрунтувався на тих місцях, які вони посіли на Всесвітніх іграх з серфінгу 2024.
| 1. Габріел Медіна (BRA) 2. Рамзі Бухіам (MAR) 3. Колі Вас (FRA) 4. Жоан Дюрю (FRA) 5. Алонсо Корреа (PER) 6. Анді Крієре (ESP) (раунд 2) 7. Ріо Вайда (INA) (раунд 2) 8. Ітан Евінґ (AUS) | 1. Тім Ельтер (GER) (раунд 2) 2. Леонардо Фіораванті (ITA) (раунд 2) 3. Джон Джон Флоренс (USA) 4. Філіпе Толедо (BRA) (раунд 3) 5. Джек Робінсон (AUS) 6. Лукка Месінас (PER) (раунд 2) 7. Біллі Стейрманд (NZL) (раунд 2) 8. Коннор О'Лірі (JPN) | 1. Йорді Сміт (RSA) (раунд 3) 2. Рео Інаба (JPN) 3. Алан Клівленд (MEX) 4. Каноа Іґарасі (JPN) 5. Меттью Мак-Джилліврей (RSA) (раунд 2) 6. Ґріффін Колапінто (USA) 7. Жуан Кіанка (BRA) 8. Браян Перес (ESA) (раунд 2) |

## Підсумки

### Раунд 1
В першому раунді не змагаються на вибування. Серфінгістів сіяно у вісім запливів по 3 в кожному, переможці виходять напряму до раунду 3, а 2-гі й 3-ті місця до раунду 2 (втішного), який є першим раундом на вибування.

#### Заплив 1
| Місце | Серфінгіст      | Країна          | Хвилі | Хвилі | Хвилі | Хвилі | Хвилі | Сумарна оцінка | Нотатки |
| Місце | Серфінгіст      | Країна          | 1     | 2     | 3     | 4     | 5     | Сумарна оцінка | Нотатки |
| ----- | --------------- | --------------- | ----- | ----- | ----- | ----- | ----- | -------------- | ------- |
| 1     | Ітан Евінґ [8]  | Австралія (AUS) | 7.33  | 2.57  |       |       |       | 9.90           | R3      |
| 2     | Йорді Сміт [17] | ПАР (RSA)       | 5.17  | 0.93  | 2.43  |       |       | 7.60           | R2      |
| 3     | Тім Ельтер [9]  | Німеччина (GER) | 1.00  | 0.50  | 3.00  | 1.00  |       | 4.00           | R2      |

#### Заплив 2
| Місце | Серфінгіст                 | Країна          | Хвилі | Хвилі | Хвилі | Хвилі | Хвилі | Сумарна оцінка | Нотатки |
| Місце | Серфінгіст                 | Країна          | 1     | 2     | 3     | 4     | 5     | Сумарна оцінка | Нотатки |
| ----- | -------------------------- | --------------- | ----- | ----- | ----- | ----- | ----- | -------------- | ------- |
| 1     | Жоан Дюрю [4]              | Франція (FRA)   | 6.17  | 2.83  | 4.67  | 4.33  | 7.67  | 13.84          | R3      |
| 2     | Джек Робінсон [13]         | Австралія (AUS) | 6.83  | 6.53  | 5.73  | 1.40  |       | 13.36          | R2      |
| 3     | Меттью Мак-Джилліврей [21] | ПАР (RSA)       | 1.33  | 0.73  | 1.93  | 3.33  | 1.07  | 5.26           | R2      |

#### Заплив 3
| Місце | Серфінгіст         | Країна         | Хвилі | Хвилі | Хвилі | Хвилі | Хвилі | Сумарна оцінка | Нотатки |
| Місце | Серфінгіст         | Країна         | 1     | 2     | 3     | 4     | 5     | Сумарна оцінка | Нотатки |
| ----- | ------------------ | -------------- | ----- | ----- | ----- | ----- | ----- | -------------- | ------- |
| 1     | Алонсо Корреа [5]  | Перу (PER)     | 5.83  | 3.17  | 8.50  |       |       | 14.33          | R3      |
| 2     | Філіпе Толедо [12] | Бразилія (BRA) | 0.93  | 1.40  | 6.23  |       |       | 7.63           | R2      |
| 3     | Каноа Іґарасі [20] | Японія (JPN)   | 4.17  |       |       |       |       | 4.17           | R2      |

#### Заплив 4
| Місце | Серфінгіст         | Країна          | Хвилі | Хвилі | Хвилі | Хвилі | Хвилі | Сумарна оцінка | Нотатки |
| Місце | Серфінгіст         | Країна          | 1     | 2     | 3     | 4     | 5     | Сумарна оцінка | Нотатки |
| ----- | ------------------ | --------------- | ----- | ----- | ----- | ----- | ----- | -------------- | ------- |
| 1     | Габріел Медіна [1] | Бразилія (BRA)  | 1.00  | 0.50  | 6.17  | 7.17  | 6.33  | 13.50          | R3      |
| 2     | Коннор О'Лірі [16] | Японія (JPN)    | 0.20  | 3.73  | 6.20  |       |       | 9.93           | R2      |
| 3     | Браян Перес [24]   | Сальвадор (ESA) | 1.20  | 3.50  | 3.17  | 4.03  | 2.60  | 7.53           | R2      |

#### Заплив 5
| Місце | Серфінгіст           | Країна              | Хвилі | Хвилі | Хвилі | Хвилі | Хвилі | Хвилі | Хвилі | Сумарна оцінка | Нотатки |
| Місце | Серфінгіст           | Країна              | 1     | 2     | 3     | 4     | 5     | 6     | 7     | Сумарна оцінка | Нотатки |
| ----- | -------------------- | ------------------- | ----- | ----- | ----- | ----- | ----- | ----- | ----- | -------------- | ------- |
| 1     | Жуан Кіанка [23]     | Бразилія (BRA)      | 1.13  | 0.50  | 5.67  | 4.40  | 0.50  | 3.57  | 1.10  | 10.07          | R3      |
| 2     | Рамзі Бухіам [2]     | Марокко (MAR)       | 0.23  | 0.77  | 0.23  | 4.83  | 3.03  | 4.93  |       | 9.76           | R2      |
| 3     | Біллі Стейрманд [15] | Нова Зеландія (NZL) | 1.13  | 3.33  | 2.20  | 0.97  |       |       |       | 5.53           | R2      |

#### Заплив 6
| Місце | Серфінгіст             | Країна        | Хвилі | Хвилі | Хвилі | Хвилі | Хвилі | Хвилі | Хвилі | Сумарна оцінка | Нотатки |
| Місце | Серфінгіст             | Країна        | 1     | 2     | 3     | 4     | 5     | 6     | 7     | Сумарна оцінка | Нотатки |
| ----- | ---------------------- | ------------- | ----- | ----- | ----- | ----- | ----- | ----- | ----- | -------------- | ------- |
| 1     | Джон Джон Флоренс [11] | США (USA)     | 6.33  | 5.67  | 8.00  | 1.50  | 9.33  | 1.37  | 5.67  | 17.33          | R3      |
| 2     | Алан Клівленд [19]     | Мексика (MEX) | 7.17  | 7.17  |       |       |       |       |       | 14.34          | R2      |
| 3     | Анді Крієре [6]        | Іспанія (ESP) | 3.50  | 1.00  | 8.50  |       |       |       |       | 12.00          | R2      |

#### Заплив 7
| Місце | Серфінгіст             | Країна        | Хвилі | Хвилі | Хвилі | Хвилі | Хвилі | Сумарна оцінка | Нотатки |
| Місце | Серфінгіст             | Країна        | 1     | 2     | 3     | 4     | 5     | Сумарна оцінка | Нотатки |
| ----- | ---------------------- | ------------- | ----- | ----- | ----- | ----- | ----- | -------------- | ------- |
| 1     | Ґріффін Колапінто [22] | США (USA)     | 7.50  | 0.50  | 5.77  | 9.53  | 1.00  | 17.03          | R3      |
| 2     | Колі Вас [3]           | Франція (FRA) | 1.50  | 4.60  | 5.83  | 7.80  |       | 13.63          | R2      |
| 3     | Лукка Месінас [14]     | Перу (PER)    | 1.00  | 6.00  | 4.33  | 5.10  |       | 11.10          | R2      |

#### Заплив 8
| Місце | Серфінгіст               | Країна          | Хвилі | Хвилі | Хвилі | Хвилі | Хвилі | Сумарна оцінка | Нотатки |
| Місце | Серфінгіст               | Країна          | 1     | 2     | 3     | 4     | 5     | Сумарна оцінка | Нотатки |
| ----- | ------------------------ | --------------- | ----- | ----- | ----- | ----- | ----- | -------------- | ------- |
| 1     | Рео Інаба [18]           | Японія (JPN)    | 7.33  | 5.43  | 0.37  | 0.43  |       | 12.76          | R3      |
| 2     | Леонардо Фіораванті [10] | Італія (ITA)    | 4.17  | 4.70  |       |       |       | 8.87           | R2      |
| 3     | Ріо Вайда [7]            | Індонезія (INA) | 5.17  | 0.57  |       |       |       | 5.74           | R2      |

### Раунд 2
У другому раунді серфінгістів сіяно у вісім запливів по два в кожному, переможці виходять до раунду 3 (1/8 фіналу), а невдахи вибувають.
Учасники кожного запливу визначалися на підставі результатів у раунді 1, а також передзмагального посіву, 2-гі місця змагалися проти 3-іх місць:
- Заплив 1: 2-ге місце в раунді 1, 3-й у передзмагальному посіві проти 3-го в раунді 1, 6-го в передзмагальному посіві
- Заплив 2: 2-ге місце в раунді 1, 6-й у передзмагальному посіві проти 3-го місця в раунді 1, 3-го в передзмагальному посіві
- Заплив 3: 2-ге місце в раунді 1, 7-й у передзмагальному посіві проти 3-го місця в раунді 1, 2-го в передзмагальному посіві
- Заплив 4: 2-ге місце в раунді 1, 2-й у передзмагальному посіві проти 3-го місця в раунді 1, 7-го в передзмагальному посіві
- Заплив 5: 2-ге місце в раунді 1, найкращий у передзмагальному посів проти 3-го місця в раунді 1, 8-го в передзмагальному посіві
- Заплив 6: 2-ге місце в раунді 1, 8-й у передзмагальному посіві проти 3-го місця в раунді 1, найкращого в передзмагальному посіві
- Заплив 7: 2-ге місце в раунді 1, 5-й у передзмагальному посіві проти 3-го місця в раунді 1, 4-го в передзмагальному посіві
- Заплив 8: 2-ге місце в раунді 1, 4-й у передзмагальному посіві проти 3-го місця в раунді 1, 5-го в передзмагальному посіві

#### Заплив 1
| Місце | Серфінгіст               | Країна       | Хвилі | Хвилі | Хвилі | Хвилі | Хвилі | Хвилі | Сумарна оцінка | Нотатки |
| Місце | Серфінгіст               | Країна       | 1     | 2     | 3     | 4     | 5     | 6     | Сумарна оцінка | Нотатки |
| ----- | ------------------------ | ------------ | ----- | ----- | ----- | ----- | ----- | ----- | -------------- | ------- |
| 1     | Каноа Іґарасі [20]       | Японія (JPN) | 7.17  | 3.67  | 0.70  | 6.00  | 0.43  | 6.70  | 13.87          | R3      |
| 2     | Леонардо Фіораванті [10] | Італія (ITA) | 0.93  | 1.33  | 0.70  | 5.67  |       |       | 7.00           | В       |

#### Заплив 2
| Місце | Серфінгіст         | Країна          | Хвилі | Хвилі | Хвилі | Хвилі | Хвилі | Сумарна оцінка | Нотатки |
| Місце | Серфінгіст         | Країна          | 1     | 2     | 3     | 4     | 5     | Сумарна оцінка | Нотатки |
| ----- | ------------------ | --------------- | ----- | ----- | ----- | ----- | ----- | -------------- | ------- |
| 1     | Коннор О'Лірі [16] | Японія (JPN)    | 7.33  | 7.17  | 0.50  |       |       | 14.50          | R3      |
| 2     | Тім Ельтер [9]     | Німеччина (GER) | 1.57  | 0.93  | 4.50  |       |       | 6.07           | В       |

#### Заплив 3
| Місце | Серфінгіст      | Країна          | Хвилі | Хвилі | Хвилі | Хвилі | Хвилі | Хвилі | Хвилі | Сумарна оцінка | Нотатки |
| Місце | Серфінгіст      | Країна          | 1     | 2     | 3     | 4     | 5     | 6     | 7     | Сумарна оцінка | Нотатки |
| ----- | --------------- | --------------- | ----- | ----- | ----- | ----- | ----- | ----- | ----- | -------------- | ------- |
| 1     | Йорді Сміт [17] | ПАР (RSA)       | 5.50  | 2.17  | 2.33  | 4.00  | 0.43  | 3.53  | 0.27  | 9.50           | R3      |
| 2     | Ріо Вайда [7]   | Індонезія (INA) | 4.67  | 0.20  | 0.73  |       |       |       |       | 5.40           | В       |

#### Заплив 4
| Місце | Серфінгіст                 | Країна        | Хвилі | Хвилі | Хвилі | Хвилі | Хвилі | Сумарна оцінка | Нотатки |
| Місце | Серфінгіст                 | Країна        | 1     | 2     | 3     | 4     | 5     | Сумарна оцінка | Нотатки |
| ----- | -------------------------- | ------------- | ----- | ----- | ----- | ----- | ----- | -------------- | ------- |
| 1     | Колі Вас [3]               | Франція (FRA) | 4.17  | 7.50  | 5.67  | 1.00  | 6.53  | 14.03          | R3      |
| 2     | Меттью Мак-Джилліврей [21] | ПАР (RSA)     | 3.50  | 7.17  | 0.73  | 0.60  |       | 10.67          | В       |

#### Заплив 5
| Місце | Серфінгіст       | Країна          | Хвилі | Хвилі | Хвилі | Хвилі | Хвилі | Хвилі | Хвилі | Хвилі | Сумарна оцінка | Нотатки |
| Місце | Серфінгіст       | Країна          | 1     | 2     | 3     | 4     | 5     | 6     | 7     | 8     | Сумарна оцінка | Нотатки |
| ----- | ---------------- | --------------- | ----- | ----- | ----- | ----- | ----- | ----- | ----- | ----- | -------------- | ------- |
| 1     | Рамзі Бухіам [2] | Марокко (MAR)   | 5.00  | 0.50  | 1.43  | 0.50  | 7.00  | 3.33  | 0.13  | 7.60  | 14.60          | R3      |
| 2     | Браян Перес [24] | Сальвадор (ESA) | 6.17  | 1.23  | 0.40  | 0.50  | 1.63  | 5.30  | 6.43  |       | 12.60          | В       |

#### Заплив 6
| Місце | Серфінгіст         | Країна        | Хвилі | Хвилі | Хвилі | Хвилі | Хвилі | Хвилі | Хвилі | Сумарна оцінка | Нотатки |
| Місце | Серфінгіст         | Країна        | 1     | 2     | 3     | 4     | 5     | 6     | 7     | Сумарна оцінка | Нотатки |
| ----- | ------------------ | ------------- | ----- | ----- | ----- | ----- | ----- | ----- | ----- | -------------- | ------- |
| 1     | Алан Клівленд [19] | Мексика (MEX) | 4.50  | 1.83  | 1.77  | 8.50  | 1.00  | 3.00  | 6.67  | 15.17          | R3      |
| 2     | Анді Крієре [6]    | Іспанія (ESP) | 2.50  | 1.93  | 1.00  | 0.73  | 1.07  | 1.23  |       | 4.43           | В       |

#### Заплив 7
| Місце | Серфінгіст         | Країна          | Хвилі | Хвилі | Хвилі | Хвилі | Хвилі | Сумарна оцінка | Нотатки |
| Місце | Серфінгіст         | Країна          | 1     | 2     | 3     | 4     | 5     | Сумарна оцінка | Нотатки |
| ----- | ------------------ | --------------- | ----- | ----- | ----- | ----- | ----- | -------------- | ------- |
| 1     | Джек Робінсон [13] | Австралія (AUS) | 9.87  | 7.00  |       |       |       | 16.87          | R3      |
| 2     | Лукка Месінас [14] | Перу (PER)      | 6.00  | 4.83  |       |       |       | 10.83          | В       |

#### Заплив 8
| Місце | Серфінгіст           | Країна              | Хвилі | Хвилі | Хвилі | Хвилі | Хвилі | Сумарна оцінка | Нотатки |
| Місце | Серфінгіст           | Країна              | 1     | 2     | 3     | 4     | 5     | Сумарна оцінка | Нотатки |
| ----- | -------------------- | ------------------- | ----- | ----- | ----- | ----- | ----- | -------------- | ------- |
| 1     | Філіпе Толедо [12]   | Бразилія (BRA)      | 7.33  | 0.43  | 2.17  | 9.67  | 6.33  | 17.00          | R3      |
| 2     | Біллі Стейрманд [15] | Нова Зеландія (NZL) | 8.17  | 5.83  |       |       |       | 14.00          | В       |

### Сітка
Сітка визначалася на підставі посіву для раунду 3 (1/8 фіналу).Переможець кожного поєдинку вийшов до наступного раунду.
|  | Раунд 3 | Раунд 3                 | Раунд 3 |                     |       | Чвертьфінали         | Чвертьфінали | Чвертьфінали |                     |       | Півфінали            | Півфінали | Півфінали |                   |                   | Gold medal heat   | Gold medal heat | Gold medal heat |  |
|  |         |                         |         |                     |       |                      |              |              |                     |       |                      |           |           |                   |                   |                   |                 |                 |  |
|  | 5       | Алонсо Корреа (PER)     | 15.00   |                     |       |                      |              |              |                     |       |                      |           |           |                   |                   |                   |                 |                 |  |
|  | 5       | Алонсо Корреа (PER)     | 15.00   |                     |       |                      |              |              |                     |       |                      |           |           |                   |                   |                   |                 |                 |  |
|  | 17      | Йорді Сміт (RSA)        | 12.20   |                     |       |                      |              |              |                     |       |                      |           |           |                   |                   |                   |                 |                 |  |
|  | 17      | Йорді Сміт (RSA)        | 12.20   |                     | 5     | Алонсо Корреа (PER)  | 10.50        |              |                     |       |                      |           |           |                   |                   |                   |                 |                 |  |
|  |         |                         |         |                     | 5     | Алонсо Корреа (PER)  | 10.50        |              |                     |       |                      |           |           |                   |                   |                   |                 |                 |  |
|  |         |                         | 18      | Рео Інаба (JPN)     | 10.16 |                      |              |              |                     |       |                      |           |           |                   |                   |                   |                 |                 |  |
|  | 18      | Рео Інаба (JPN)         | 18      | Рео Інаба (JPN)     | 10.16 | 6.00                 |              |              |                     |       |                      |           |           |                   |                   |                   |                 |                 |  |
|  | 18      | Рео Інаба (JPN)         |         |                     |       |                      |              |              |                     |       |                      |           |           |                   |                   |                   |                 |                 |  |
|  | 12      | Філіпе Толедо (BRA)     | 2.46    |                     |       |                      |              |              |                     |       |                      |           |           |                   |                   |                   |                 |                 |  |
|  | 12      | Філіпе Толедо (BRA)     | 2.46    |                     | 5     | Алонсо Корреа (PER)  | 9.60         |              |                     |       |                      |           |           |                   |                   |                   |                 |                 |  |
|  |         |                         |         |                     |       |                      |              |              |                     |       |                      |           |           |                   |                   |                   |                 |                 |  |
|  |         |                         | 3       | Колі Вас (FRA)      | 10.96 |                      |              |              |                     |       |                      |           |           |                   |                   |                   |                 |                 |  |
|  | 22      | Ґріффін Колапінто (USA) | 3       | Колі Вас (FRA)      | 10.96 | 13.83                |              |              |                     |       |                      |           |           |                   |                   |                   |                 |                 |  |
|  | 22      | Ґріффін Колапінто (USA) |         |                     |       |                      |              |              |                     |       |                      |           |           |                   |                   |                   |                 |                 |  |
|  | 3       | Колі Вас (FRA)          | 15.10   |                     |       |                      |              |              |                     |       |                      |           |           |                   |                   |                   |                 |                 |  |
|  | 3       | Колі Вас (FRA)          | 15.10   |                     | 3     | Колі Вас (FRA)       | 15.33        |              |                     |       |                      |           |           |                   |                   |                   |                 |                 |  |
|  |         |                         |         |                     | 3     | Колі Вас (FRA)       | 15.33        |              |                     |       |                      |           |           |                   |                   |                   |                 |                 |  |
|  |         |                         | 4       | Жоан Дюрю (FRA)     | 12.33 |                      |              |              |                     |       |                      |           |           |                   |                   |                   |                 |                 |  |
|  | 4       | Жоан Дюрю (FRA)         | 4       | Жоан Дюрю (FRA)     | 12.33 | 18.13                |              |              |                     |       |                      |           |           |                   |                   |                   |                 |                 |  |
|  | 4       | Жоан Дюрю (FRA)         |         |                     |       |                      |              |              |                     |       |                      |           |           |                   |                   |                   |                 |                 |  |
|  | 19      | Алан Клівленд (MEX)     | 15.17   |                     |       |                      |              |              |                     |       |                      |           |           |                   |                   |                   |                 |                 |  |
|  | 19      | Алан Клівленд (MEX)     | 15.17   |                     | 3     | Колі Вас (FRA)       | 17.67        |              |                     |       |                      |           |           |                   |                   |                   |                 |                 |  |
|  |         |                         |         |                     |       |                      |              |              |                     |       |                      |           |           |                   |                   |                   |                 |                 |  |
|  |         |                         | 13      | Джек Робінсон (AUS) | 7.83  |                      |              |              |                     |       |                      |           |           |                   |                   |                   |                 |                 |  |
|  | 1       | Габріел Медіна (BRA)    | 13      | Джек Робінсон (AUS) | 7.83  | 17.40                |              |              |                     |       |                      |           |           |                   |                   |                   |                 |                 |  |
|  | 1       | Габріел Медіна (BRA)    |         |                     |       | 17.40                |              |              |                     |       |                      |           |           |                   |                   |                   |                 |                 |  |
|  | 20      | Каноа Іґарасі (JPN)     | 7.04    |                     |       |                      |              |              |                     |       |                      |           |           |                   |                   |                   |                 |                 |  |
|  | 20      | Каноа Іґарасі (JPN)     | 7.04    |                     | 1     | Габріел Медіна (BRA) | 14.77        |              |                     |       |                      |           |           |                   |                   |                   |                 |                 |  |
|  |         |                         |         |                     | 1     | Габріел Медіна (BRA) | 14.77        |              |                     |       |                      |           |           |                   |                   |                   |                 |                 |  |
|  |         |                         | 23      | Жуан Кіанка (BRA)   | 9.33  |                      |              |              |                     |       |                      |           |           |                   |                   |                   |                 |                 |  |
|  | 23      | Жуан Кіанка (BRA)       | 23      | Жуан Кіанка (BRA)   | 9.33  | 18.10                |              |              |                     |       |                      |           |           |                   |                   |                   |                 |                 |  |
|  | 23      | Жуан Кіанка (BRA)       |         |                     |       |                      |              |              |                     |       |                      |           |           |                   |                   |                   |                 |                 |  |
|  | 2       | Рамзі Бухіам (MAR)      | 17.80   |                     |       |                      |              |              |                     |       |                      |           |           |                   |                   |                   |                 |                 |  |
|  | 2       | Рамзі Бухіам (MAR)      | 17.80   |                     | 1     | Габріел Медіна (BRA) | 6.33         |              |                     |       |                      |           |           |                   |                   |                   |                 |                 |  |
|  |         |                         |         |                     |       |                      |              |              |                     |       |                      |           |           |                   |                   |                   |                 |                 |  |
|  |         |                         | 13      | Джек Робінсон (AUS) | 12.33 |                      |              |              |                     |       |                      |           |           |                   |                   |                   |                 |                 |  |
|  | 11      | Джон Джон Флоренс (USA) | 13      | Джек Робінсон (AUS) | 12.33 | 9.07                 |              |              |                     |       |                      |           |           | Bronze medal heat | Bronze medal heat | Bronze medal heat |                 |                 |  |
|  | 11      | Джон Джон Флоренс (USA) |         |                     |       |                      |              |              |                     |       |                      |           |           |                   |                   |                   |                 |                 |  |
|  | 13      | Джек Робінсон (AUS)     | 13.94   |                     |       |                      |              |              |                     |       |                      |           |           |                   |                   |                   |                 |                 |  |
|  | 13      | Джек Робінсон (AUS)     | 13.94   |                     | 13    | Джек Робінсон (AUS)  | 15.33        |              |                     | 1     | Габріел Медіна (BRA) | 15.54     |           |                   |                   |                   |                 |                 |  |
|  |         |                         |         |                     | 13    | Джек Робінсон (AUS)  | 15.33        |              |                     | 1     | Габріел Медіна (BRA) | 15.54     |           |                   |                   |                   |                 |                 |  |
|  |         |                         | 8       | Ітан Евінґ (AUS)    | 13.00 |                      |              | 5            | Алонсо Корреа (PER) | 12.43 |                      |           |           |                   |                   |                   |                 |                 |  |
|  | 8       | Ітан Евінґ (AUS)        | 8       | Ітан Евінґ (AUS)    | 13.00 | 14.17                |              | 5            | Алонсо Корреа (PER) | 12.43 |                      |           |           |                   |                   |                   |                 |                 |  |
|  | 8       | Ітан Евінґ (AUS)        |         |                     |       |                      |              |              |                     |       |                      |           |           |                   |                   |                   |                 |                 |  |
|  | 16      | Коннор О'Лірі (JPN)     | 11.00   |                     |       |                      |              |              |                     |       |                      |           |           |                   |                   |                   |                 |                 |  |

### Раунд 3
У третьому раунді (1/8 фіналу) серфінгістів теж сіяно у вісім запливів, по 2 в кожному, переможці виходять до чвертьфіналів, а невдахи вибувають.
Пари визначалися на підставі результатів у 1-му і 2-му раундах, а також на підставі передзмагального посіву:
- Заплив 1: 1-ше місце в раунді 1, 3-й у передзмагальному посіві проти переможця раунду 2, 6-го в передзмагальному посіві
- Заплив 2: 1-ше місце в раунді 1, 6-й у передзмагальному посіві проти переможця раунду 2, 3-го в передзмагальному посіві
- Заплив 3: 1-ше місце в раунді 1, 7-й у передзмагальному посіві проти переможця раунду 2, 2-го в передзмагальному посіві
- Заплив 4: 1-ше місце в раунді 1, 2-й у передзмагальному посіві проти переможця раунду 2, 7-го в передзмагальному посіві
- Заплив 5: 1-ше місце в раунді 1, найкращий у передзмагальному посіві проти переможця раунду 2, 8-го в передзмагальному посіві
- Заплив 6: 1-ше місце в раунді 1, 8-й у передзмагальному посіві проти переможця раунду 2, найкращого в передзмагальному посіві
- Заплив 7: 1-ше місце в раунді 1, 5-й у передзмагальному посіві проти переможця раунду 2, 4-го в передзмагальному посіві
- Заплив 8: 1-ше місце в раунді 1, 4-й у передзмагальному посіві проти переможця раунду 2, 5-го в передзмагальному посіві

#### Заплив 1
| Місце | Серфінгіст        | Країна     | Хвилі | Хвилі | Хвилі | Хвилі | Хвилі | Сумарна оцінка | Нотатки |
| Місце | Серфінгіст        | Країна     | 1     | 2     | 3     | 4     | 5     | Сумарна оцінка | Нотатки |
| ----- | ----------------- | ---------- | ----- | ----- | ----- | ----- | ----- | -------------- | ------- |
| 1     | Алонсо Корреа [5] | Перу (PER) | 4.83  | 5.33  | 8.50  | 6.50  | 1.23  | 15.00          | ЧФ      |
| 2     | Йорді Сміт [17]   | ПАР (RSA)  | 5.90  | 0.50  | 0.93  | 6.30  |       | 12.20          | В       |

#### Заплив 2
| Місце | Серфінгіст         | Країна         | Хвилі | Хвилі | Хвилі | Хвилі | Хвилі | Сумарна оцінка | Нотатки |
| Місце | Серфінгіст         | Країна         | 1     | 2     | 3     | 4     | 5     | Сумарна оцінка | Нотатки |
| ----- | ------------------ | -------------- | ----- | ----- | ----- | ----- | ----- | -------------- | ------- |
| 1     | Рео Інаба [18]     | Японія (JPN)   | 2.17  | 3.17  | 0.50  | 2.03  | 2.83  | 6.00           | ЧФ      |
| 2     | Філіпе Толедо [12] | Бразилія (BRA) | 1.43  | 0.97  | 1.03  |       |       | 2.46           | В       |

#### Заплив 3
| Місце | Серфінгіст             | Країна        | Хвилі | Хвилі | Хвилі | Хвилі | Хвилі | Сумарна оцінка | Нотатки |
| Місце | Серфінгіст             | Країна        | 1     | 2     | 3     | 4     | 5     | Сумарна оцінка | Нотатки |
| ----- | ---------------------- | ------------- | ----- | ----- | ----- | ----- | ----- | -------------- | ------- |
| 1     | Колі Вас [3]           | Франція (FRA) | 7.33  | 7.77  |       |       |       | 15.10          | ЧФ      |
| 2     | Ґріффін Колапінто [22] | США (USA)     | 6.33  | 7.50  | 5.90  |       |       | 13.83          | В       |

#### Заплив 4
| Місце | Серфінгіст         | Країна        | Хвилі | Хвилі | Хвилі | Хвилі | Хвилі | Сумарна оцінка | Нотатки |
| Місце | Серфінгіст         | Країна        | 1     | 2     | 3     | 4     | 5     | Сумарна оцінка | Нотатки |
| ----- | ------------------ | ------------- | ----- | ----- | ----- | ----- | ----- | -------------- | ------- |
| 1     | Жоан Дюрю [4]      | Франція (FRA) | 4.67  | 9.10  | 4.93  | 4.00  | 9.03  | 18.13          | ЧФ      |
| 2     | Алан Клівленд [19] | Мексика (MEX) | 3.17  | 4.33  | 7.00  | 8.17  | 0,20  | 15.17          | В       |

#### Заплив 5
| Місце | Серфінгіст         | Країна         | Хвилі | Хвилі | Хвилі | Хвилі | Хвилі | Хвилі | Сумарна оцінка | Нотатки |
| Місце | Серфінгіст         | Країна         | 1     | 2     | 3     | 4     | 5     | 5     | Сумарна оцінка | Нотатки |
| ----- | ------------------ | -------------- | ----- | ----- | ----- | ----- | ----- | ----- | -------------- | ------- |
| 1     | Габріел Медіна [1] | Бразилія (BRA) | 2.50  | 9.90  | 5.33  | 7.50  | 2.63  | 7.00  | 17.40          | ЧФ      |
| 2     | Каноа Іґарасі [20] | Японія (JPN)   | 0.73  | 0.17  | 3.67  | 2.77  | 3.37  |       | 7.04           | В       |

#### Заплив 6
| Місце | Серфінгіст       | Країна         | Хвилі | Хвилі | Хвилі | Хвилі | Хвилі | Хвилі | Сумарна оцінка | Нотатки |
| Місце | Серфінгіст       | Країна         | 1     | 2     | 3     | 4     | 5     | 6     | Сумарна оцінка | Нотатки |
| ----- | ---------------- | -------------- | ----- | ----- | ----- | ----- | ----- | ----- | -------------- | ------- |
| 1     | Жуан Кіанка [23] | Бразилія (BRA) | 8.33  | 6.70  | 8.03  | 9.30  | 8.80  |       | 18.10          | ЧФ      |
| 2     | Рамзі Бухіам [2] | Марокко (MAR)  | 6.33  | 7.83  | 5.17  | 8.10  | 9.70  | 1.27  | 17.80          | В       |

#### Заплив 7
| Місце | Серфінгіст             | Країна          | Хвилі | Хвилі | Хвилі | Хвилі | Хвилі | Хвилі | Сумарна оцінка | Нотатки |
| Місце | Серфінгіст             | Країна          | 1     | 2     | 3     | 4     | 5     | 6     | Сумарна оцінка | Нотатки |
| ----- | ---------------------- | --------------- | ----- | ----- | ----- | ----- | ----- | ----- | -------------- | ------- |
| 1     | Джек Робінсон [13]     | Австралія (AUS) | 0.17  | 1.90  | 7.17  | 1.83  | 5.83  | 6.77  | 13.94          | ЧФ      |
| 2     | Джон Джон Флоренс [11] | США (USA)       | 1.17  | 1.77  | 6.50  | 2.57  |       |       | 9.07           | В       |

#### Заплив 8
| Місце | Серфінгіст         | Країна          | Хвилі | Хвилі | Хвилі | Хвилі | Хвилі | Хвилі | Сумарна оцінка | Нотатки |
| Місце | Серфінгіст         | Країна          | 1     | 2     | 3     | 4     | 5     | 6     | Сумарна оцінка | Нотатки |
| ----- | ------------------ | --------------- | ----- | ----- | ----- | ----- | ----- | ----- | -------------- | ------- |
| 1     | Ітан Евінґ [8]     | Австралія (AUS) | 5.50  | 1.30  | 0.20  | 8.67  | 1.80  |       | 14.17          | ЧФ      |
| 2     | Коннор О'Лірі [16] | Японія (JPN)    | 3.00  | 0.50  | 8.00  | 0.27  | 0.93  | 0.23  | 11.00          | В       |

### Чвертьфінали

#### Заплив 1
| Місце | Серфінгіст        | Країна       | Хвилі | Хвилі | Хвилі | Хвилі | Хвилі | Сумарна оцінка | Нотатки |
| Місце | Серфінгіст        | Країна       | 1     | 2     | 3     | 4     | 5     | Сумарна оцінка | Нотатки |
| ----- | ----------------- | ------------ | ----- | ----- | ----- | ----- | ----- | -------------- | ------- |
| 1     | Алонсо Корреа [5] | Перу (PER)   | 0.17  | 2.57  | 4.17  | 6.33  |       | 10.50          | ПФ      |
| 2     | Рео Інаба [18]    | Японія (JPN) | 2.83  | 0.47  | 7.33  | 0.50  | 0.33  | 10.16          | В       |

#### Заплив 2
| Місце | Серфінгіст    | Країна        | Хвилі | Хвилі | Хвилі | Хвилі | Хвилі | Хвилі | Хвилі | Хвилі | Хвилі | Сумарна оцінка | Нотатки |
| Місце | Серфінгіст    | Країна        | 1     | 2     | 3     | 4     | 5     | 6     | 7     | 8     | 9     | Сумарна оцінка | Нотатки |
| ----- | ------------- | ------------- | ----- | ----- | ----- | ----- | ----- | ----- | ----- | ----- | ----- | -------------- | ------- |
| 1     | Колі Вас [3]  | Франція (FRA) | 1.33  | 1.07  | 3.43  | 6.33  | 2.00  | 7.33  | 8.00  | 6.83  | 0.50  | 15.33          | ПФ      |
| 2     | Жоан Дюрю [4] | Франція (FRA) | 3.67  | 0.77  | 4.83  | 7.50  |       |       |       |       |       | 12.33          | В       |

#### Заплив 3
| Місце | Серфінгіст         | Країна         | Хвилі | Хвилі | Хвилі | Хвилі | Хвилі | Хвилі | Хвилі | Хвилі | Сумарна оцінка | Нотатки |
| Місце | Серфінгіст         | Країна         | 1     | 2     | 3     | 4     | 5     | 6     | 7     | 8     | Сумарна оцінка | Нотатки |
| ----- | ------------------ | -------------- | ----- | ----- | ----- | ----- | ----- | ----- | ----- | ----- | -------------- | ------- |
| 1     | Габріел Медіна [1] | Бразилія (BRA) | 6.67  | 0.50  | 8.10  | 1.00  |       |       |       |       | 14.77          | ПФ      |
| 2     | Жуан Кіанка [23]   | Бразилія (BRA) | 0.20  | 2.33  | 1.07  | 0.80  | 4.83  | 1.80  | 4.50  | 0.47  | 9.33           | В       |

#### Заплив 4
| Місце | Серфінгіст         | Країна          | Хвилі | Хвилі | Хвилі | Хвилі | Хвилі | Сумарна оцінка | Нотатки |
| Місце | Серфінгіст         | Країна          | 1     | 2     | 3     | 4     | 5     | Сумарна оцінка | Нотатки |
| ----- | ------------------ | --------------- | ----- | ----- | ----- | ----- | ----- | -------------- | ------- |
| 1     | Джек Робінсон [13] | Австралія (AUS) | 1.00  | 0.83  | 7.33  | 0.50  | 8.00  | 15.33          | ПФ      |
| 2     | Ітан Евінґ [8]     | Австралія (AUS) | 1.20  | 8.33  | 1.57  | 4.67  |       | 13.00          | В       |

### Півфінали

#### Заплив 1
| Місце | Серфінгіст        | Країна        | Хвилі | Хвилі | Хвилі | Хвилі | Хвилі | Хвилі | Хвилі | Хвилі | Сумарна оцінка | Нотатки |
| Місце | Серфінгіст        | Країна        | 1     | 2     | 3     | 4     | 5     | 6     | 7     | 8     | Сумарна оцінка | Нотатки |
| ----- | ----------------- | ------------- | ----- | ----- | ----- | ----- | ----- | ----- | ----- | ----- | -------------- | ------- |
| 1     | Колі Вас [3]      | Франція (FRA) | 2.00  | 0.87  | 4.00  | 5.83  | 5.13  |       |       |       | 10.96          | Ф       |
| 2     | Алонсо Корреа [5] | Перу (PER)    | 2.67  | 1.37  | 3.77  | 0.67  | 0.63  | 5.67  | 3.93  | 1.60  | 9.60           | 3/4     |

#### Заплив 2
| Місце | Серфінгіст         | Країна          | Хвилі | Хвилі | Хвилі | Сумарна оцінка | Нотатки |
| Місце | Серфінгіст         | Країна          | 1     | 2     | 3     | Сумарна оцінка | Нотатки |
| ----- | ------------------ | --------------- | ----- | ----- | ----- | -------------- | ------- |
| 1     | Джек Робінсон [13] | Австралія (AUS) | 0.50  | 4.50  | 7.83  | 12.33          | Ф       |
| 2     | Габріел Медіна [1] | Бразилія (BRA)  | 6.33  |       |       | 6.33           | 3/4     |

### Заплив за бронзову медаль
| Місце | Серфінгіст         | Країна         | Хвилі | Хвилі | Хвилі | Хвилі | Хвилі | Хвилі | Хвилі | Хвилі | Сумарна оцінка | Нотатки |
| Місце | Серфінгіст         | Країна         | 1     | 2     | 3     | 4     | 5     | 6     | 7     | 8     | Сумарна оцінка | Нотатки |
| ----- | ------------------ | -------------- | ----- | ----- | ----- | ----- | ----- | ----- | ----- | ----- | -------------- | ------- |
| 1     | Габріел Медіна [1] | Бразилія (BRA) | 5.67  | 0.87  | 0.83  | 7.50  | 7.77  | 0.50  | 7.77  | 1.07  | 15.54          | 3       |
| 2     | Алонсо Корреа [5]  | Перу (PER)     | 6.83  | 0.50  | 5.00  | 5.60  | 2.10  |       |       |       | 12.43          | 4th     |

### Заплив за золоту медаль
The final match lasted for 35 minutes.
| Місце | Серфінгіст         | Країна          | Хвилі | Хвилі | Сумарна оцінка | Нотатки |
| Місце | Серфінгіст         | Країна          | 1     | 2     | Сумарна оцінка | Нотатки |
| ----- | ------------------ | --------------- | ----- | ----- | -------------- | ------- |
| 1     | Колі Вас [3]       | Франція (FRA)   | 9.50  | 8.17  | 17.67          | 1       |
| 2     | Джек Робінсон [13] | Австралія (AUS) | 7.83  |       | 7.83           | 2       |